# Frank Benford
Frank Benford, né le 29 mai 1883 à Johnstown, Pennsylvanie et mort le 4 décembre 1948 à Schenectady, New York, est un ingénieur et physicien américain, connu pour la formalisation de la loi de Benford sur l'occurrence des chiffres dans les séries de nombres.

## Biographie
Diplômé en 1910 de l'université du Michigan, il a passé sa carrière chez General Electric. Il a aussi publié de nombreux articles scientifiques et techniques dans le domaine de l'optique, où il est titulaire d'une vingtaine de brevets.
En 1938, il publie 20 229 observations provenant de domaines aussi variés que l'hydrologie, les statistiques de la Ligue américaine de baseball, les poids atomiques des éléments chimiques, ainsi que des articles du Reader's Digest. 